# Anua davidoides
Anua davidoides là một loài bướm đêm trong họ Erebidae.